# 倉橋ため池

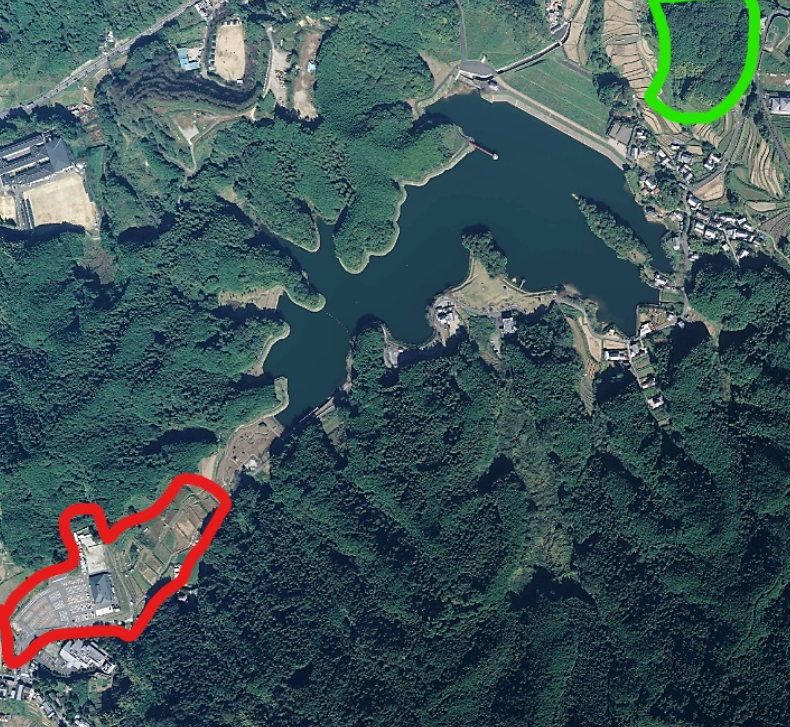
倉橋ため池の全景。赤で囲った部分が「卑弥呼の庄」、緑で囲った部分が赤坂天王山古墳。

倉橋ため池（くらはしためいけ）は、奈良県桜井市倉橋にあるため池。奈良県内では最大の灌漑面積のため池であり、高山溜池、白川溜池、斑鳩溜池とともに奈良県の四大溜池の1つとされる。粟原川（おおばらがわ）の支流を堰き止めて作られた。

## 歴史
倉橋ため池は、1935年（昭和10年）頃に付近住民により干ばつ対策の農業用ため池として着工されたが、太平洋戦争等の影響もあり、18年の月日を費やして1957年（昭和32年）に完成した。1987年（昭和62年）からは規模を拡大する工事が始まり、2000年（平成12年）には洪水調整機能を併せた防災ダムとしての機能も併せ持つこととなった。2005年（平成17年）には周辺が整備され、「倉橋ため池ふれあい公園」が開設された。

## 湖畔の施設・見所
- 北東畔には、倉橋防災ダムがある[1]。元々は1956年（昭和31年）に造営された堤高31m・堤長245mのアースダムだったが、1987年から2000年にかけて嵩上げ工事や排水路工事がなされ、堤高36.5m・堤長250mとなった。それに合わせて、総貯水量も171万4000トンから190万トンとなった。倉橋防災ダム近くには、崇峻天皇が葬られているとされる赤坂天王山古墳がある。
- 南側には「倉橋ため池ふれあい公園」という市営公園が2005年に整備されており[1]、溜池を望める浮見堂や親水設備、芝生広場などがある[3]。ため池を1周できる散策路も整備され[1]、桜の名所にもなっている[1]。この公園には、駐車場とトイレが整備されており[1]、園内には「倉橋の 山を高みかよごもりに 出で来る月の 光り乏（とも）しき」（『万葉集』巻3-290）の歌碑が建立されている[1]。公園の敷地内には梶山古墳群がある[1]。同古墳群はもともと43基確認されていたが、倉橋ため池の造成のために多くが損壊ないし水没し、雑木林の中に6-7基が残るのみとなっている[4]。1946年、末永雅雄によって1号墳から4号墳までが調査されたが、これら4つも水没している[4]。
- 西側には、エンドウ山古墳がある。標高160m前後の尾根上にある円墳で、規模は直径10m・高さ2.5m程度である[5]。南側に開口する石室があり、花崗岩切石の両袖式横穴式石室で、全長は4.7mで羨道部の長さは1.8m、幅1.1m、高さ1.2m、玄室部は長さ2.72m、幅約1.6m、高さ約1.75mである[5]。石室の構造的特徴より7世紀後半頃の古墳と考えられている[5]。
- 南西畔には、1994年（平成6年）に当時の長谷川明市長が大型公園用地として4億円以上を投じて先行取得した土地があったが、この計画は頓挫し[6]、その後簡易保養施設を誘致しようとしたがこれも失敗に終わった[6]。以後は桜井市土地開発公社が保有する塩漬けの遊休地となっていた[7][6]。この土地は、3万1430平方メートルあり、2009年に「大和さくらい」が2億円で購入して2010年（平成22年）に「卑弥呼の庄」という農業公園型テーマパークを開設したが[8]、土地代金に伴うトラブルや経営不振により2012年（平成24年）に閉鎖され、2018年（平成30年）からは老人福祉施設となっている。

## 交通
- 近鉄桜井駅よりコミュニティバス多武峯線談山神社行きバスで「倉橋池口」下車

## 周辺
- 赤坂天王山古墳
- 龍蓋寺
- 石舞台古墳
- 談山神社
- 安倍文殊院
- 聖林寺